# Kenshi
KenshiはLo-Fi Gamesが開発・発売したWindows用リアルタイムストラテジーアクションロールプレイングゲーム。リニアなストーリーを重視する代わりに、サンドボックス型のゲームプレイに重点を置いており、プレイヤーはその世界で自由に行動することができる。Kenshiの開発は主に一人が12年かけて主導し、2018年12月6日にリリースされた。
Kenshiは文明崩壊後の時代という設定で、プレイヤーはキャラクターの性格やゲーム世界での役割など、あらゆる面を自由にカスタマイズできる。批評家からは、その奥深さと難易度について、好意的な評価を得ている。

## ゲームプレイ
Kenshiは、リアルタイムストラテジーの要素を持つオープンワールドのロールプレイングビデオゲームで、決められた物語はない。プレイヤーは何のスキルも持たない状態からスタートし、ゲーム序盤は生き残るために奮闘することになる。 プレイヤーは多数の異なる派閥や種族からキャラクターを自分の部隊に勧誘することができ、最終的には自分自身で拠点を建設することができる。ダメージシステムの一部として、手足は個別に切断または損傷することができ、利用可能な場合は義手と交換することができる。Kenshiには、1つの建物から大都市まで多種多様な規模の場所が存在する。このゲームには、主要キャラクターの死に対するリアクションを作り出す世界情勢システムが含まれている。ある派閥が滅べば、新しい場所が生まれたり、町が新しい派閥に乗っ取られたりすることがある。Kenshiの世界は単に美しいだけでなく、土の種類や地形、資源の有無など、特定の性質を持っている。プレイヤーが拠点を建設する際には、これらの要素が関わってくる。天候は、プレイヤーが拠点を建設するか否かにかかわらず、常に影響を及ぼすものであり、種類によっては（酸性雨など）特定の種族に悪影響を及ぼすものもある。

## 開発
Kenshiは主にChris Hunt一人によって開発され、2006年から2008年頃にOgre Engineで開発が開始された。 Chris Huntはゲーム開発の最初の数年間、生活費を稼ぐためにアルバイトの警備員として働いていた。 警備員の仕事を5年ほど続けた後、ハントはゲームで最初の成功を収めた後、アルバイトの仕事を辞めてフルタイムでゲームに取り組むことができた。 彼は2013年まで一人でプロジェクトに取り組み、プロジェクトを手伝ってくれる小さなチームを雇うことができた。Chris Huntはこの世界を「ソード・パンク」と表現しており、特に放浪者の物語と荒地を旅する生存者のアイデアにインスパイアされた。
Chris Huntはこのゲームを作ったきっかけを、他のRPGがスタート時に持っている「手探り状態」に対する嫌悪感であると述べている。 このゲームをデザインする上での彼の価値観について、Chris Huntは自分自身をプレイヤーの敵であると考えたと述べている。 ゲームのプレイエリアは870平方キロメートル（340平方マイル）であり、危険なエリアはプレイヤーが探し求める報酬との間に配置されている。Chris Huntは、マップのさまざまなエリアに異なるテーマや派閥を持たせ、そのエリアがユニークに感じられるようにしたいと考えていた。例えば、女性キャラクターは男性とは異なる扱いを受けるなどだ。
kenshiは2013年3月にSteamの早期アクセスプログラムで紹介された初期ゲームの1つとしてリリースされた。 2018年12月6日にフルリリースされた。

## 評価
レビューサイトのメタクリティックによれば、『Kenshi』は「おおむね好意的な評価」を受けた 。PC GamerのRobert Zak氏は、このゲームの巨大なマップと視野を賞賛したが、ゲームが「退屈」になる可能性があり、ゲームのUIは「仲間の人数が増えるにつれて面倒になる可能性がある」と指摘した。Rock, Paper, Shotgunは、このゲームの奥深さを指摘し、KenshiをDwarf Fortressとポジティブに比較した。
2020年9月、Lo-Fi GamesはKenshiの販売本数が100万本を超えたと発表した。 2024年4月までに、この数字は230万本に増加した。

## kenshi2
アンリアル・エンジン5で作られる前日譚『Kenshi 2』が2025年5月現在開発中である。